# Sprinteuropamästerskapen i kanotsport 2004
Sprinteuropamästerskapen i kanotsport 2004 anordnades i Poznań, Polen. 

## Medaljsummering

### Medaljtabell

#### Kanot och kajak
| Pl. | Nation         | Guld | Silver | Brons | Totalt |
| --- | -------------- | ---- | ------ | ----- | ------ |
| 1   | Ungern         | 10   | 4      | 4     | 18     |
| 2   | Spanien        | 3    | 3      | 5     | 11     |
| 3   | Tyskland       | 3    | 3      | 3     | 9      |
| 4   | Ryssland       | 2    | 5      | 4     | 11     |
| 5   | Rumänien       | 2    | 1      | 1     | 4      |
| 5   | Norge          | 2    | 1      | 1     | 4      |
| 7   | Tjeckien       | 2    | 0      | 2     | 4      |
| 8   | Polen          | 1    | 4      | 3     | 8      |
| 9   | Litauen        | 1    | 2      | 0     | 3      |
| 10  | Ukraina        | 1    | 0      | 0     | 1      |
| 11  | Storbritannien | 0    | 2      | 1     | 3      |
| 12  | Belarus        | 0    | 1      | 2     | 3      |
| 13  | Belgien        | 0    | 1      | 0     | 1      |
| 14  | Bulgarien      | 0    | 0      | 1     | 1      |

### Herrar
| Gren      | Guld                                                                 | Tid      | Silver                                                                                           | Tid      | Brons                                                                                         | Tid      |
| C-1 200m  | Maxim Opalev                                                         | 40,008   | Andreas Dittmer                                                                                  | 41,028   | Martin Doktor                                                                                 | 41,070   |
| C-1 500m  | Maxim Opalev                                                         | 1:52,442 | Andreas Dittmer                                                                                  | 1:53,258 | David Cal Figueroa                                                                            | 1:53,354 |
| C-1 1000m | Andreas Dittmer                                                      | 3:53,821 | David Cal Figueroa                                                                               | 3:55,471 | Mall:Landsdata CZR Martin Doktor                                                              | 3:55,495 |
| C-2 200m  | Tjeckien Petr Netušil Petr Fuksa                                     | 38,993   | Ungern Attila Bozsik Gergely Kovacs                                                              | 39,101   | Polen Paweł Baraszkiewicz Daniel Jędraszko                                                    | 39,107   |
| C-2 500m  | Ungern György Kozmann György Kolonics                                | 1:43,371 | Polen Paweł Baraszkiewicz Daniel Jędraszko                                                       | 1:44,073 | Rumänien Silviu Simiocencu Florin Popescu                                                     | 1:44,415 |
| C-2 1000m | Polen Michał Śliwiński Łukasz Woszczyński                            | 3:34,239 | Ryssland Alexander Kovalev Alexander Kostoglod                                                   | 3:35,277 | Tyskland Stefan Utess Thomas Lück                                                             | 3:35,805 |
| C-4 200m  | Tjeckien Petr Fuksa Petr Netušil Jan Břečka Karel Kožíšek            | 35,254   | Ryssland Roman Krugljakov Evgenj Ignatov Dmitri Sergeev Alexei Volkonski                         | 35,674   | Ungern László Vasali Sándor Malomsoki Béla Belicza Gergely Kovacs                             | 35,710   |
| C-4 500m  | Rumänien Florin Popescu Iosif Anisim Silviu Simiocencu Petre Condrat | 1:36,106 | Ryssland Alexei Volkonski Roman Krugljakov Dmitri Sergeev Evgenj Ignatov                         | 1:36,796 | Belarus Aliaksandr Bahdanovitj Aliaksandr Kurliandtjyk Aliaksandr Zjukouski Siamion Sapanenka | 1:37,012 |
| C-4 1000m | Ungern Csaba Hüttner Gábor Fürdök Imre Pulai Ferenc Novák            | 3:19,595 | Rumänien Josif Chirlǎ Andrei Cuculici Petre Condrat Mitică Pricop                                | 3:20,771 | Belarus Aliaksandr Kurliandtjyk Aliaksandr Bahdanovitj Siamion Sapanenka Aliaksandr Zjukouski | 3:20,843 |
| K-1 200m  | Ronald Rauhe                                                         | 36,099   | Alvydas Duonėla                                                                                  | 36,195   | Tomasz Mendelski                                                                              | 36,897   |
| K-1 500m  | Ákos Vereckei                                                        | 1:41,380 | Ian Wynne                                                                                        | 1:41,884 | Carlos Pérez Rial                                                                             | 1:41,974 |
| K-1 1000m | Eirik Verås Larsen                                                   | 3:30,532 | Tim Brabants                                                                                     | 3:32,542 | Jovino Gonzalez Comesana                                                                      | 3:32,980 |
| K-2 200m  | Litauen Egidijus Balčiūnas Alvydas Duonėla                           | 33,626   | Ryssland Sergei Chovanskij Stepan Sjevtjuk                                                       | 34,166   | Ungern Gergely Gyertyános Balázs Babella                                                      | 34,328   |
| K-2 500m  | Tyskland Tim Wieskötter Ronald Rauhe                                 | 1:31,268 | Litauen Egidijus Balčiūnas Alvydas Duonėla                                                       | 1:31,886 | Ryssland Anatoli Tistjenko Vladimir Grusjichin                                                | 1:32,864 |
| K-2 1000m | Norge Eirik Verås Larsen Nils Olav Fjeldheim                         | 3:11,521 | Spanien Pablo Banos Javier Hernanz Agueria                                                       | 3:12,655 | Storbritannien Paul Darby-Dowman Ian Wynne                                                    | 3:13,321 |
| K-4 200m  | Ungern Viktor Kadler István Beé Balázs Babella Gergely Boros         | 31,414   | Spanien Manuel Munoz Arestoy Jaime Acuna Iglesias Oier Aranzadi Aizpurua Aique Gonzales Comesana | 31,726   | Ryssland Roman Zarubin Alexander Ivanik Anatoli Golikov Oleg Tjertov                          | 32,002   |
| K-4 500m  | Ungern Zoltán Benkő István Beé Roland Kökény Gábor Kucsera           | 1:23,732 | Belarus Aliaksei Abalmasau Dziamjan Turtjyn Raman Piatrusjenka Vadzim Machneu                    | 1:24,092 | Ryssland Andrej Tissin Oleg Tjertov Stepan Sjevtjuk Sergei Chovanskij                         | 1:25,526 |
| K-4 1000m | Ungern Botond Storcz Ákos Vereckei Gábor Horváth Zoltán Kammerer     | 2:52,719 | Norge Alexander Wefald Mattis Næss Jacob Norenberg Andreas Gjersøe                               | 2:55,282 | Polen Tomasz Mendelski Dariusz Białkowski Rafał Głażewski Paweł Baumann                       | 2:56,481 |

### Damer
| Gren      | Guld                                                                            | Tid      | Silver                                                                           | Tid      | Brons                                                                           | Tid      |
| K-1 200m  | Teresa Portela Rivas                                                            | 41,748   | Aneta Pastuszka                                                                  | 43,116   | Tímea Paksy                                                                     | 43,290   |
| K-1 500m  | Nataša Janić                                                                    | 1:54,099 | Petra Santy                                                                      | 1:55,107 | Maike Nollen                                                                    | 1:56,181 |
| K-1 1000m | Katalin Kovács                                                                  | 3:55,095 | Beata Mikołajczyk                                                                | 3:55,460 | Ellen Fevang                                                                    | 4:04,503 |
| K-2 200m  | Spanien Teresa Portela Rivas Beatriz Manchón                                    | 39,175   | Ungern Melinda Patyi Tímea Paksy                                                 | 39,433   | Tyskland Birgit Fischer Carolin Leonhardt                                       | 39,985   |
| K-2 500m  | Ungern Dalma Benedek Tímea Paksy                                                | 1:44,926 | Tyskland Carolin Leonhardt Birgit Fischer                                        | 1:45,790 | Spanien Beatriz Manchón Teresa Portela Rivas                                    | 1:45,870 |
| K-2 1000m | Ungern Kinga Bóta Szilvia Szabó                                                 | 3:38,842 | Polen Iwona Pyzalska Dorota Kuczkowska                                           | 3:41,188 | Bulgarien Bonka Pindjeva Delyana Dacheva                                        | 3:44,788 |
| K-4 200m  | Spanien Jana Smidakova María Isabel García Teresa Portela Rivas Beatriz Manchón | 35,170   | Ungern Kinga Bóta Erzsébet Viski Szilvia Szabó Katalin Kovács                    | 35,596   | Ryssland Tatiana Andreeva Galina Poryvaeva Tatiana Tischenko Svetlana Kudinova  | 37,030   |
| K-4 500m  | Ukraina Tatiana Semikina Inna Balabanova Olena Tjerevatova Inna Osypenko        | 1:33,542 | Ungern Kinga Bóta Erzsébet Viski Szilvia Szabó Katalin Kovács                    | 1:33,620 | Spanien Teresa Portela Rivas Beatriz Manchón María Isabel García Jana Smidakova | 1:35,276 |
| K-4 1000m | Rumänien Lidia Talpă Florica Vulpeș Mariana Ciobanu Alina Ciurescu              | 3:23,363 | Ryssland Svetlana Kudinova Tatiana TisTJenko Anastasia Sergeeva Tatiana Andreeva | 3:24,845 | Ungern Kinga Dékány Berenike Faldum Katalin Móni Linda Benedek                  | 3:26,993 |